# Hambro
Hambro kan henvise til flere artikler:
- Joseph Hambro (1780, København  –  1848), en dansk handelsmand
- Carl Joachim Hambro (1807, København  –  1877, London), en dansk bankier
- Carl Joachim "C. J." Hambro (1885, Bergen  –  1964, Oslo), en norsk politiker
- Hambros Allé